# Nothogymnomitrion erosum
Nothogymnomitrion erosum är en bladmossart som först beskrevs av Carrington et Pearson, och fick sitt nu gällande namn av Rudolf Mathias Schuster. Nothogymnomitrion erosum ingår i släktet Nothogymnomitrion och familjen Gymnomitriaceae. Inga underarter finns listade i Catalogue of Life.